# فن مدجن

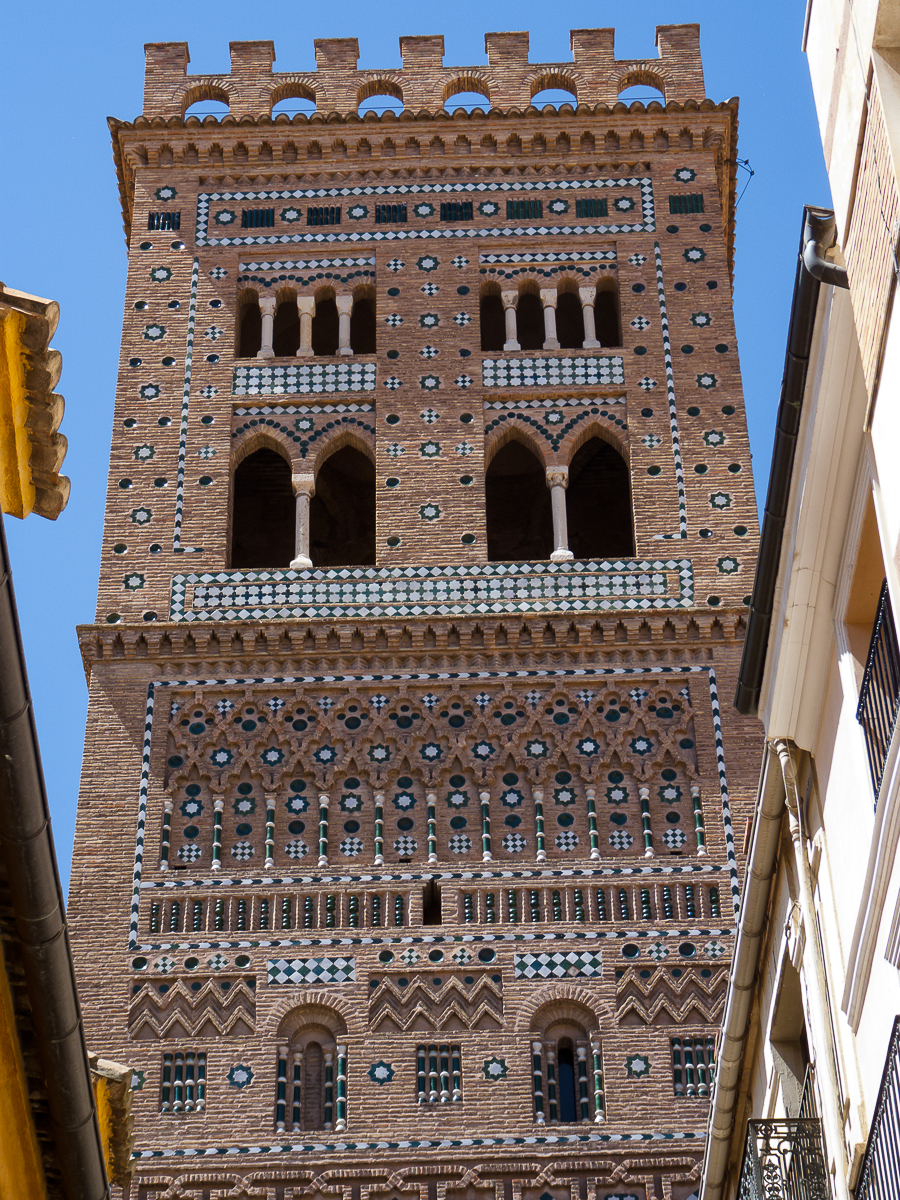
برج كنيسة سان سالفادور في تيرول، آراغون

يُشير الفن المدجن إلى أسلوب من الزخرفة والديكور المستخدم في الممالك الأيبيرية المسيحية، في المقام الأول منذ القرن الثالث عشر وحتى القرن الخامس عشر كمزيج من الاتجاهات الفنية المسيحية (الرومانسيكية والقوطية وعصر النهضة) التي تضمنت باعتبارها زخارف نافرة بعض التقنيات البنائية والأسلوبية التي قدمها أو طورها المسلمون في الأندلس.
طُورت عناصر الأسلوب المدجن خاصة في سياق العمارة التاريخية، وكان هناك إحياء في أواخر القرن التاسع عشر وأوائل القرن العشرين عُرف بالأسلوب المدجن الجديد. توجد هذه الزخارف والتقنيات أيضًا في الفن والحرف اليدوية ولاسيما الخزف الإسباني المغربي اللامع الذي جرى تصديره على نطاق واسع عبر أوروبا من جنوب اسبانيا. صيغ مصطلح «الفن المدجن» ووصفه مؤرخ الفن الإسباني خوسيه أمادور دي لوس ريوس في خطابه التعريفي، الأسلوب المدجن في العمارة في أكاديمية الفنون الجميلة في سان فرناندو عام 1859.

## أصل الكلمة ومراجع الناس
استُخدم مصطلح المدجن في الأصل للموريين من الأندلس الذين بقوا في أيبيريا بعد حروب الاستعادة المسيحية، ولكنهم لم يُجبروا على التحول إلى المسيحية أو لم يجري نفيهم قسرًا. تُشير كلمة المدجن إلى العديد من التفسيرات التاريخية والاستعارات الثقافية. كان المصطلح عبارة عن استعارة قشتالية من القرون الوسطى للكلمة العربية مدجن والتي تعني «مروض»، في إشارة إلى المسلمين الذين استسلموا لحكم الملوك المسيحيين. من الممكن أن المصطلح قد نشأ على أنه استهزاء، إذ طُبقت هذه الكلمة أيضًا على الحيوانات الأليفة مثل الدواجن. يمكن أيضًا ترجمة مصطلح مدجن من العربية على أنه «أحد مسموح له بالبقاء»، والذي يُشير إلى المسيحيين الذين سمحوا للمسلمين بالبقاء في أيبيريا المسيحية. هناك مصطلح آخر بنفس المعنى هو أهل الدجن («الناس الذين بقوا»)، استخدمه الكتاب المسلمون، ولاسيما أبو العباس الونشريسي في عمله كتاب المعيار. عاش المدجنون في أيبيريا حالة محمية مع دفع للجزية معروفة باسم داجن تُشير إلى أهل الدجن. اقترح هذا الوضع المحمي الخضوع على يد الحكام المسيحيين، إذ كانت كلمة داجن ترمز للحيوانات الداجنة مما يعني «ترويض الحيوانات». فُرضت حالتهم المحمية هذه من قبل الفويرو (الاختصاص القضائي) أو المواثيق المحلية التي فرضت قوانين المسيحيين. رفض مسلمو المناطق الأخرى خارج شبه الجزيرة الأيبيرية الخضوع المدجن واستعدادهم للعيش مع غير المسلمين.

## الأسلوب المدجن في العمارة
لا يشير الأسلوب المدجن في العمارة إلى أسلوب معماري متميز، بل إلى تطبيق العناصر الفنية الزخرفية والتنزيينة التقليدية المستمدة من الفنون الإسلامية في الأساليب المعمارية المسيحية الرومانسيكية والقوطية وأساليب عصر النهضة، التي نُفذت في الممالك المسيحية في أيبيريا (الآن اسبانيا والبرتغال) في الغالب خلال القرن الثالث عشر والرابع عشر والخامس عشر، -على الرغم من استمرار ظهورها في العمارة الإسبانية والبرتغالية بعد ذلك- وكذلك في مناطق أخرى، أبرزها أمريكا اللاتينية في القرنين السادس عشر والسابع عشر.
تحتوي الزخرفة والزينة في الأسلوب المدجن على خط منمق وأشكال هندسية ونباتية معقدة. تشمل عناصر الأسلوب المدجن المعمارية القوس الذي يشبه حدوة الحصان والقوس متعدد الفصوص والأقبية المقرنصة والفيز «الحاوية» (قالب مصبوب حول القوس) والأسقف الخشبية والطوب الحراري والبلاط الخزفي المزجج والزخارف الجصية. يستخدم الأسلوب المدجن زخارف الجيرة الهندسية مثلما هي مستخدمة في عمارة الشرق الأوسط، إذ تميل مباني المغرب العربي إلى استخدام الأرابيسك النباتي. اعتبر الباحثون في بعض الأحيان الأشكال الهندسية، سواء الجيرة والقناطر المعقدة للمقرنصات، والأرابيسك متأخرة، واستُخدمت كل من الأشكال الهندسية والنباتية ودُمجت بحرية.